# عبد الرحمن القعود
عبد الرحمن محمد القعود (ولد في 1948 في البحرين) طيار وسياسي ودبلوماسي بحريني. يعتبر أول مواطن من الدول الخليجية المالكة سابقا لشركة طيران الخليج يحصل على رخصة قبطان وقائد طائرة.

## النشأة والتعليم
ولد القعود في عام 1948 في البحرين.
تخرج من مدرسة المنامة الثانوية. حصل على شهادة بكالوريوس في الطيران من أكسفورد في المملكة المتحدة. حصل على شهادة الماجستير في الطيران والنقل الجوي.

## المسيرة المهنية
يعتبر القعود أول الطيارين المبتدئين لدى شركة طيران الخليج الذين تم ابتعاثهم إلى أكاديمية أكسفورد لتدريب الطيران بالمملكة المتحدة للحصول على رخصة الطيار التجاري في العام 1970. تم إرساله إلى شركة طيران أير لينغس الايرلندية في دبلن والخطوط الجوية البريطانية في لندن للخضوع للتدريب والحصول على خبرة في الطيران. عاد بعد ذلك للعمل مع شركة طيران الخليج. ويعتبر القعود أول مواطن من الدول الخليجية المالكة سابقا للشركة يحصل على رخصة قبطان وقائد طائرة. تدرج بعد ذلك بشغل عدة مناصب منها نائب الرئيس التنفيذي للعمليات والرئيس التنفيذي بالإنابة. لديه 40 عام من الخبرة في الطيران. كما كان الطيار المسئول عن اختبار وتسلم معظم طائرات بوينج 767 وإيرباص إيه 340 التابعة لشركة طيران الخليج. أثناء فترة عمله في شركة طيران الخليج وضع خطة لتأهيل الطياريين حيث أشرف على تدريب 500 طيار من الدول المالكة وكذلك تأهيل وتدريب 200 مهندس وعمل مع زملاءه التنفيذيين لتأهيل الموظفين الخليجيين لإحلالهم بدل من الأجانب خاصة في المراكز القيادية في الشركة (مدراء المطارات ـ ومدراء المبيعات ـ ومدراء على مستوى دولة المقر).
في العام 1996 تم تعيينه الوكيل المساعد لخدمات الطيران بشئون الطيران المدني في وزارة المواصلات. في العام 2002 تمت ترقيته إلى منصب وكيل شئون الطيران المدني وهو المنصب الذي شغله حتى تقاعده في عام 2013. شهد قطاع الطيران المدني خلال فترة توليه أمانة المسؤولية الوطنية بإسناد مهمة وكالته إليه قفزات نوعية ونجاحات متتالية أكسبت مملكة البحرين حضور قوي في مجال الملاحة الجوية وعززت من اسم المملكة في محافل الطيران المدني المرموقة. له إسهامات متعددة في الهيئة العربية للطيران المدني ومجال النقل الجوي. أعد خطة شاملة لتدريب موظفي شئون الطيران المدني للحصول على شهادات عليا في مختلف التخصصات. أدخل العنصر النسائي في المراقبة الجوية وفي إدارات الطيران المدني. وضع إستراتيجية للنسخة الأولى لمسابقات حلبة البحرين الفورمولا (2004-4-4). قام بتطوير قطاع الطيران باستخدام أنواع التكنولوجيا الحديثة. خلال فترة عمله حصل شئون الطيران المدني على شهادة الجودة ISO. خلال فترة عمله حصل مطار البحرين الدولي على العديد من الجوائز العالمية كأفضل مطار في الشرق الأوسط وشمال أفريقيا. وضع خطة لتأهيل المدرج الوحيد في المطار دون توقف حركة الطيران فيه.
شغل عدة مناصب أخرى، منها:
- رئيس اللجنة التنفيذية وعضو مجلس الإدارة بشركة طيران الخليج حتى ديسمبر 2005.
- عضو مجلس إدارة في شركة الخليج لصيانة الطائرات (جامكو) وشركة الخليج للطائرات المروحية.
- عضو مراقب بمجلس إدارة شركة خدمات مطار البحرين.
- أحد مؤسسي جمعية الإداريين البحرينية.
- نائب رئيس اللجنة العليا لمعرض الطيران.

له دوره الفعال في تنظيم معرض البحرين الدولي للطيران للأعوام 2010-2012 حيث نجح كنائب لرئيس اللجنة العليا المنظمة لمعرض البحرين الدولي للطيران في الدورة الأولى والثانية 2010 – 2012 في رسم إستراتيجية وخطة ناجحة بكل المقاييس ولأول مرة يتم فيها جمع شركاء الصناعة من مطورين للتكنولوجيا ومستخدمين لها على أرض المملكة واسهم في التأكيد على المكانة المتقدمة للمملكة في مجال تنظيم معارض الطيران وأستقطب الشركات العملاقة المصنعة للطائرات للمشاركة في المعرض.
صدر مرسوم ملكي بتعيينه سفير لمملكة البحرين لدى الهند في 2017 وقدم أوراق إعتماده سفير مقيم في نيودلهي لمملكة البحرين لدى سريلانكا والنيبال والبوتان والمالديف عام 2019.

## التكريم والجوائز
تم تكريمه من ضمن نخبة العاملين في حقل الطيران بحصوله على جائزة الشخصية المتميزة للإنجاز المتميز في قطاع تطوير الطيران وذلك وسط حضور أكثر من 700 شخصية مرموقة من مختلف دول العالم يمثلون كبرى رؤساء الشركات والمؤسسات العاملة في حقل الطيران في دبي 2011.
تقديرا لدوره وخدماته الجليلة وإسهاماته وإنجازاته في قطاع الطيران المدني بمملكة البحرين بصفة خاصة وقطاع النقل الجوي الخليجي والعربي والعالمي بصفة عامة تم تكريمه في إمارة دبي بدولة الإمارات العربية المتحدة من قبل وزير الاقتصاد في "قمة إقتصاديات النقل الجوي التي إنطلقت خلال الفترة 6-7 مارس 2013 بمشاركة 20 متحدث من خبراء الطيران في المنطقة والعالم إلى جانب أصحاب القرار في شئون النقل الجوي والطيران المدني على الأصعدة المحلية والإقليمية والعالمية.

## الحياة الشخصية
متزوج ولديه إبراهيم.